# Landgericht Hanau

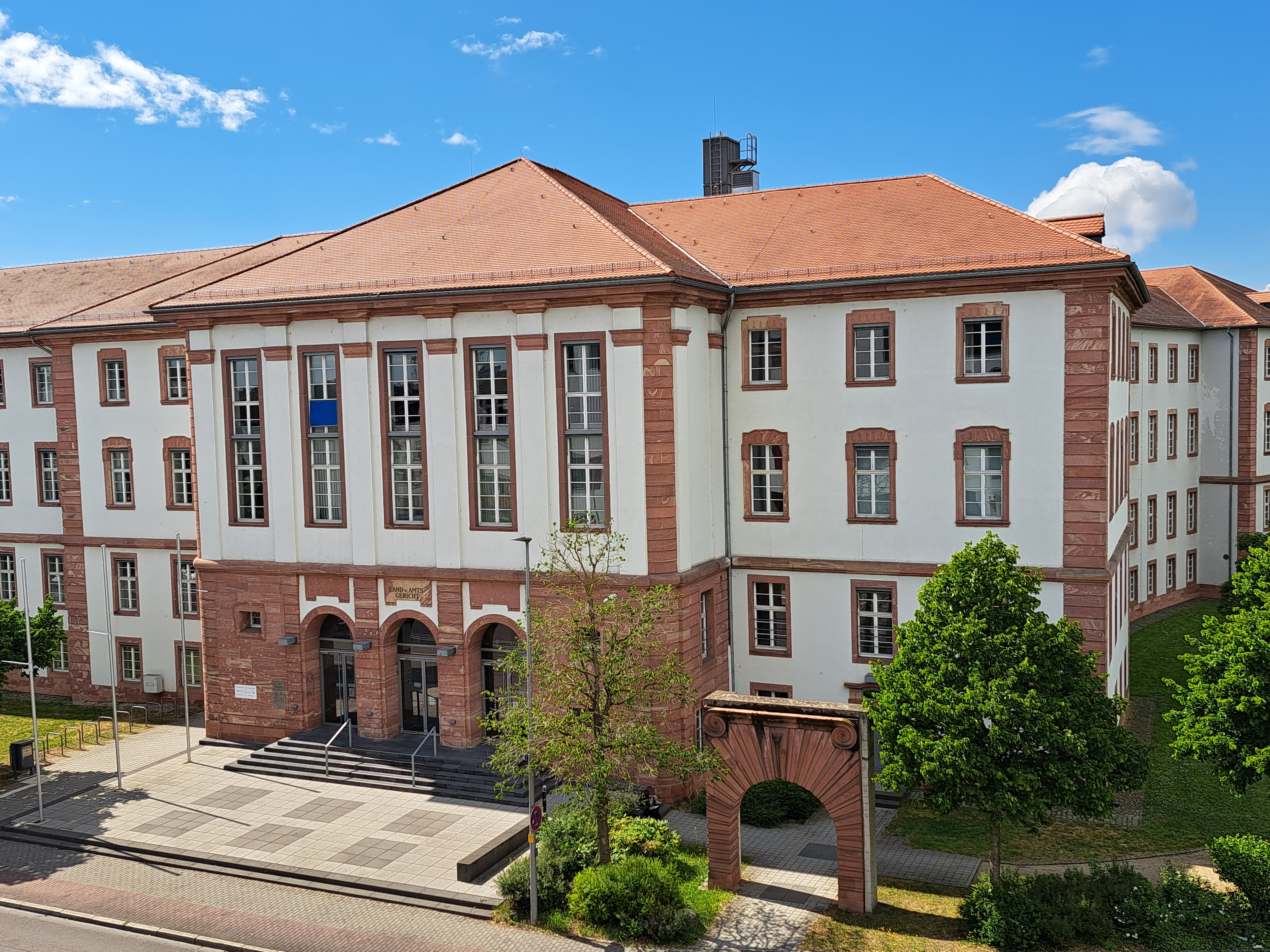
Haupteingang zum Landgericht Hanau im Justizgebäude Hanau

Das Landgericht Hanau ist ein Gericht der ordentlichen Gerichtsbarkeit und eines von neun Landgerichten in Hessen. Es hat seinen Sitz in Hanau.

## Geschichte
Oberstes Gericht des Landes war in der Grafschaft Hanau-Münzenberg das Hofgericht. Es wurde in der Regierungszeit des Grafen Philipp Ludwig II. im Jahr 1606 durch ein Privilegium de non appellando gestärkt, das für alle Rechtsstreitigkeiten mit einem Streitwert von weniger als 500 Gulden die Berufung an Reichsgerichte verbot. Nach dem Tod des letzten Hanauer Grafen, Johann Reinhard III., erbte 1736 Landgraf Friedrich von Hessen-Kassel die Grafschaft Hanau-Münzenberg, trat die Erwerbung aber sofort an seinen jüngeren Bruder, Wilhelm VIII., ab, da er selbst König von Schweden war und sich damit dauerhaft außer Landes aufhielt. Durch die besonderen Verhältnisse in der Familie der Landgrafen von Hessen-Kassel wurde die Grafschaft Hanau-Münzenberg über ein halbes Jahrhundert weiter wie eine Sekundogenitur für jüngere Prinzen der Landgrafschaft behandelt, zunächst für Wilhelm VIII. und ab 1760 für Erbprinz Wilhelm (IX.). Auch die Justiz und damit das Hofgericht blieben selbständig. Erst ab 1786, als Landgraf Wilhelm IX. auch die Landgrafschaft erbte, wurde die Grafschaft Hanau-Münzenberg enger an die Landgrafschaft herangeführt. 1791 erwirkte Wilhelm IX. zwar ein neues, unbegrenztes Privilegium de non appellando illimitatum für die Grafschaft Hessen-Hanau-Münzenberg, allerdings wurde im gleichen Jahr das Oberappellationsgericht in Kassel höchste gerichtliche Instanz auch für Hanau.

### Kurhessen

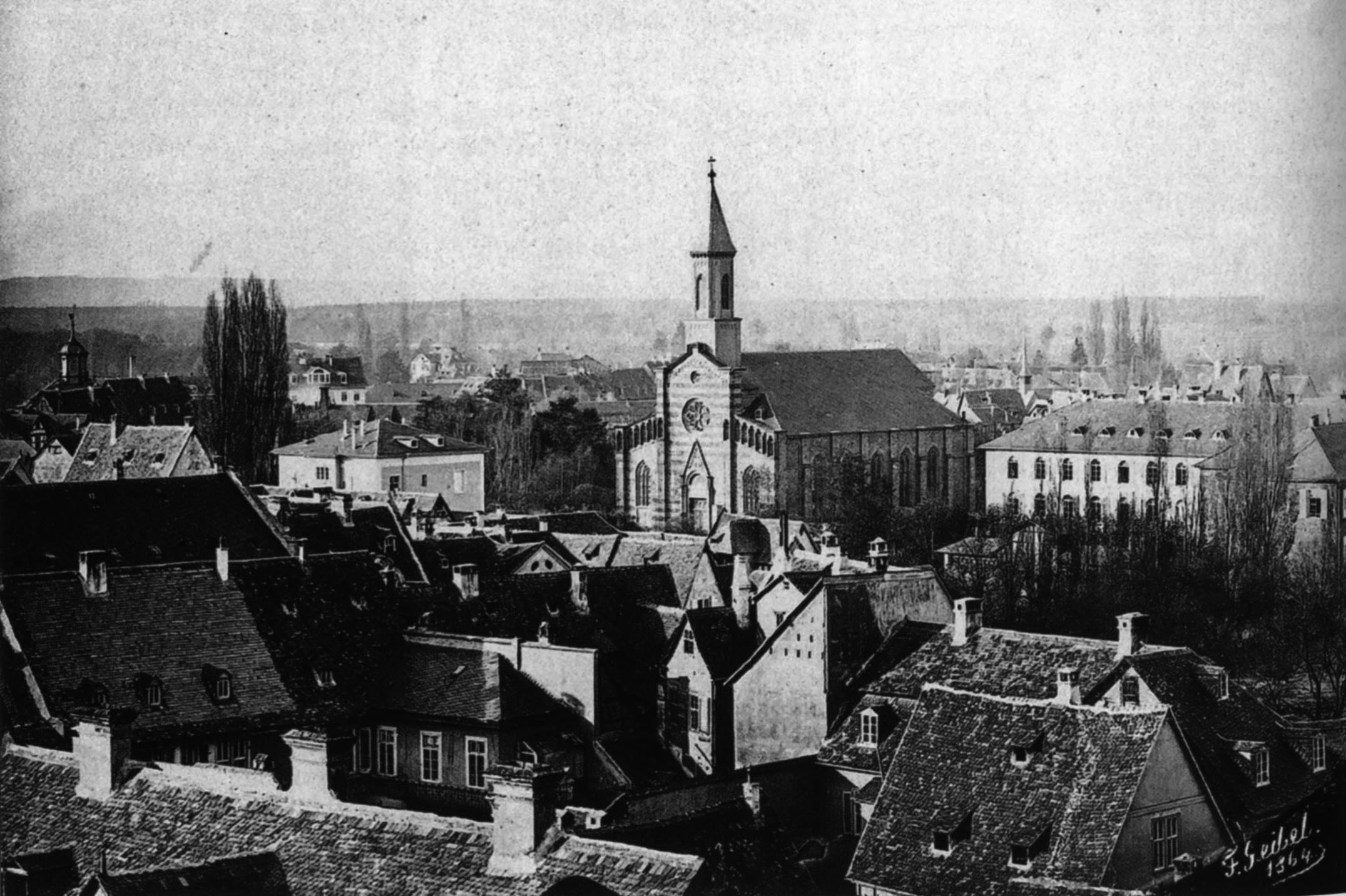
Foto von 1860/1865, etwa vom Paradeplatz. Bildmitte: Die Kirche Mariae Namen, rechts davon das Gebäude des Obergerichts Hanau

Das napoleonische Zwischenspiel hinterließ wegen der rigorosen Revisionspolitik des nunmehrigen Kurfürsten Wilhelm I. keine Spur in der Gerichtsverfassung des Landes. Mit der Verwaltungsreform des Kurfürstentums Hessen von 1821 wurde das Kurfürstentum Hessen in vier Provinzen und 22 Kreise eingeteilt und erhielt eine parallele Gerichtsorganisation, an deren Spitze weiter das Oberappellationsgericht Kassel stand. Das Obergericht Hanau – Vorläufer des Landgerichts Hanau – war für die Provinz Hanau zuständig.
Die Hanauer Gerichte hatten seit 1835 ihren Sitz im Altstädter Rathaus und erhielten 1842 ein Gerichtsgebäude im Bangert. Dies war ein freistehender, dreigeschossiger Bau mit einem großen Sitzungssaal, der in seiner Höhe zwei Stockwerke einnahm. Er wurde im Zweiten Weltkrieg zerstört.

### Preußen und Hessen

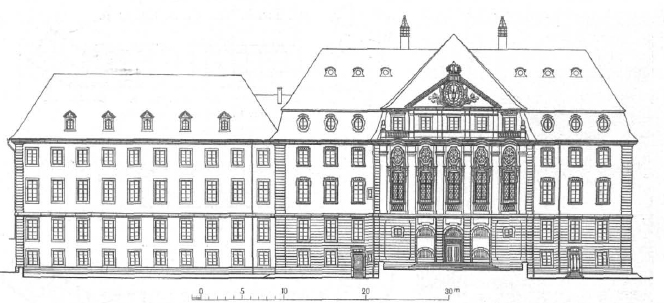
Front zur Nußallee im Entwurf von 1911

Karl-Anton Schulte, Landgerichtspräsident in Hanau 1928–1933

Nach dem verlorenen Krieg von 1866 annektierte das Königreich Preußen das Kurfürstentum Hessen. Damit wurde auch Hanau preußisch und erhielt 1867 eine preußische Gerichtsverfassung. Das Obergericht Hanau wurde in Kreisgericht Hanau umbenannt. Es war die Berufungsinstanz für die Amtsgerichte seines Bezirks. Das Oberappellationsgericht Kassel wurde mediatisiert und in Appellationsgericht umbenannt. Es unterstand nun dem Oberappellationsgericht in Berlin. Der Zuständigkeitsbereich des Kreisgerichts Hanau erweiterte sich zugleich um das Landgericht Orb, dessen Gebiet von Bayern an Preußen nach dem verlorenen Krieg abgetreten werden musste.
Zum 1. Oktober 1879 trat das Gerichtsverfassungsgesetz von 1877 in Kraft. Damit wurden Organisation und Bezeichnungen der Gerichte reichsweit vereinheitlicht. Das Kreisgericht Hanau wurde zum 1. Oktober 1879 formal aufgehoben und das Landgericht Hanau neu eingerichtet.

Das übergeordnete Gericht hieß nun Oberlandesgericht und befand sich weiterhin in Kassel. Nicht alle Kreisgerichte sollten in Landgerichte umgewandelt werden: Entweder Hanau oder Fulda sollte das Gericht erhalten. Vermutlich weil Fulda dezidiert römisch-katholisch war, entschied der Preußische Landtag sich schließlich für Hanau, dessen Gerichtsbezirk sich dadurch bis Hünfeld und Gersfeld erweiterte. Die dadurch entstehende Raumnot wurde 1880 gelöst, indem das Amtsgericht Hanau das Gerichtsgebäude am Bangert verließ und in ein Gebäude am Neustädter Markt umzog. Dieser Zustand hielt sich bei weiter wachsendem Geschäftsanfall etwa 20 Jahre, bis mit den Planungen für ein neues, wieder gemeinsames Justizgebäude für beide Gerichte begonnen wurde. Es dient heute noch als Gerichtsgebäude für Land- und Amtsgericht Hanau. 
Erst 1944 wurde das Landgericht Hanau aus dem Bezirk des Oberlandesgerichts Kassel aus- und in den des Oberlandesgerichts Frankfurt am Main eingegliedert. Damit fiel eine der letzten noch aus kurhessischer Zeit überkommenen Strukturen in Hanau. Die inzwischen nach Frankfurt eingemeindeten Orte, die sich von Bockenheim im Westen bis Frankfurt-Bergen-Enkheim im Osten in einem großen Bogen nördlich der Frankfurter Kernstadt erstreckten, gingen im Zuge ihrer Eingemeindung nach Frankfurt nach und nach aus dem Zuständigkeitsbereich des Landgerichts Hanau an den des Landgerichts Frankfurt am Main über. Nach dem Krieg erhielt dann Fulda auch ein eigenes Landgericht, dessen Bezirk von dem des Landgerichts Hanau abgetrennt wurde. Es verblieben die Amtsgerichtsbezirke Bad Orb, Gelnhausen, Hanau, Langenselbold, Salmünster, Schlüchtern, Steinau, Wächtersbach und Windecken.

## Präsidenten
Präsidenten des Landgerichts Hanau waren:
| Name                      | von                  | bis                   | Anmerkung |
| ------------------------- | -------------------- | --------------------- | --- |
| Hermann Philipp Lang      | 1879                 | 1887                  | * 1. August 1814, Rinteln; † 1. Juni 1891, Hanau, kam aus Frankfurt |
| Karl Louis August Koppen  | 1888                 | 1906                  | * 14. August 1831, Kassel; † 30. August 1910, Hanau, ging 1906 in den Ruhestand |
| Fritz Schulte-Uffelage    | 1906                 | 1914                  | * 1848; † 18. Juni 1920, Bonn, ging 1914 in den Ruhestand |
| Julius Hermann Emil Grimm | 1914                 | 1924                  | * 28. September 1858 Wiesbaden; † 21. März 1945, ging 1924 in den Ruhestand; Stadtverordneter in Hanau: seit 1924 (Bürgerliche Gemeinschaftsliste), 1929-April 1931 (Deutsche Volkspartei), 1924–1931 Stadtverordnetenvorsteher                                                                                  |
| Friedrich Beckmann        | 1924                 | 1928                  | zuvor: Landgerichtspräsident in Bartenstein, Ostpreußen, anschließend: Senatspräsident am Oberlandesgericht Breslau, trat 1937 in den Ruhestand |
| Karl-Anton Schulte        | 1928                 | 1933                  | * 27. Dezember 1873 Neisse, Niederschlesien; † 1948 Maintal-Bischofsheim; 1919 bis 1921 Mitglied der verfassungsgebenden preußischen Landesversammlung, bis 1923 Mitglied des Preußischen Landtages, von 1921 bis 1928 zudem Mitglied des Reichstages, bis 1938 am Landgericht Frankfurt, anschließend Ruhestand |
| Hugo Lang                 | 1934                 | 1938                  | 1938 in den Ruhestand getreten |
| Gustav Klee               | 1. September 1938    | September 1939 / 1945 | Mit Kriegsbeginn 1939 wurde er als Heeresrichter zur Wehrmacht einberufen, wo er bis zum Ende des Zweiten Weltkriegs blieb. Die Stelle des Landgerichtspräsidenten wurde während seiner Abwesenheit wahrscheinlich nicht neu besetzt, sondern von einem Vertreter wahrgenommen.                                  |
| Felix Lesser              | 20. August 1945      | 31. März 1960         | Präsident des Hessischen Staatsgerichtshofs |
| Gerhard Otto              | 1. April 1960        | 30. September 1973    | |
| Ernst Weigand             | 1. Oktober 1973      | 31. Dezember 1983     | |
| Otto Kästner              | 1. Januar 1984       | 30. November 2000     | |
| Rainer Mössinger          | 1. Dezember 2000     | 31. Mai 2010          | |
| Susanne Wetzel            | 2. August 2010       | 31. Januar 2022       | Wechsel als Präsidentin des Amtsgerichts Frankfurt |
| Frank Richter             | Seit 1. Oktober 2022 |                       | |

## Instanzenzug
Das Landgericht Hanau ist dem Bezirk des Oberlandesgerichts Frankfurt am Main zugeordnet. Zum Gerichtsbezirk gehören heute die Amtsgerichte Gelnhausen und Hanau. Alle anderen ehemals im Bezirk des Landgerichts Hanau bestehenden Amtsgerichte wurden mit diesen vereinigt. Das waren ursprünglich die 22 Amtsgerichte:
| Amtsgericht               | Sitz                    | Erläuterungen |
| ------------------------- | ----------------------- | --- |
| Amtsgericht Bergen        | Bergen (Bergen-Enkheim) | wurde am 7. November 1936 Teil des neuen Amtsgericht Bergen-Enkheim. Dieses wurde am 15. Juni 1943 stillgelegt und dem Amtsgericht Frankfurt am Main angeschlossen                 |
| Amtsgericht Bieber        | Bieber                  | Wurde zum 1. Oktober 1932 aufgelöst und dem Amtsgericht Gelnhausen zugeordnet. |
| Amtsgericht Birstein      | Birstein                | Wurde zum 1. Oktober 1932 aufgelöst und dem Amtsgericht Wächtersbach zugeordnet.                                                                                                   |
| Amtsgericht Burghaun      | Burghaun                | Wurde zum 1. Oktober 1932 aufgelöst und zwischen dem Amtsgericht Eiterfeld und dem Amtsgericht Hünfeld aufgeteilt.                                                                 |
| Amtsgericht Eiterfeld     | Eiterfeld               | Am 15. Juni 1943 dem Amtsgericht Hünfeld zugeordnet und 1945 aufgehoben |
| Amtsgericht Fulda         | Fulda                   | Besteht noch. Seit 1949 dem Landgericht Fulda zugeordnet. |
| Amtsgericht Gelnhausen    | Gelnhausen              | Besteht noch |
| Amtsgericht Großenlüder   | Großenlüder             | Wurde zum 1. Oktober 1932 aufgelöst und dem Amtsgericht Fulda zugeordnet. |
| Amtsgericht Hanau         | Hanau                   | Besteht noch |
| Amtsgericht Hilders       | Hilders                 | Am 15. Juni 1944 dem Amtsgericht Fulda zugeordnet. |
| Amtsgericht Hünfeld       | Hünfeld                 | Am 1. Oktober 1944 Überweisung an das Landgericht Kassel. Ab 1949 Landgericht Fulda.                                                                                               |
| Amtsgericht Langenselbold | Langenselbold           | Zum 15. Juni 1943 dem Amtsgericht Hanau zugeordnet, ab 1945 wieder selbstständiges Amtsgericht. Zum 1. Juli 1968 aufgehoben.                                                       |
| Amtsgericht Meerholz      | Meerholz                | Wurde zum 1. Oktober 1932 aufgelöst und dem Amtsgericht Gelnhausen zugeordnet. |
| Amtsgericht Neuhof        | Neuhof                  | Wurde zum 1. Oktober 1932 aufgelöst und dem Amtsgericht Fulda zugeordnet. |
| Amtsgericht Orb           | Bad Orb                 | 1909 Umbenennung in Amtsgericht Bad Orb. Am 15. Juni 1943 dem Amtsgericht Gelnhausen zugeordnet, seit Herbst 1945 wieder selbstständiges Amtsgericht. Zum 1. Juli 1968 aufgehoben. |
| Amtsgericht Salmünster    | Salmünster              | Am 15. Juni 1943 dem Amtsgericht Schlüchtern zugeordnet, seit Herbst 1945 wieder selbstständiges Amtsgericht. Zum 31. Dezember 2010 aufgelöst.                                     |
| Amtsgericht Schlüchtern   | Schlüchtern             | Zum 31. Dezember 2011 aufgelöst und dem Amtsgericht Gelnhausen zugeordnet. |
| Amtsgericht Schwarzenfels | Schwarzenfels           | Wurde zum 1. Oktober 1932 aufgelöst und dem Amtsgericht Schlüchtern zugeordnet. |
| Amtsgericht Steinau       | Steinau                 | Am 15. Juni 1943 dem Amtsgericht Schlüchtern zugeordnet, seit Herbst 1945 wieder selbstständiges Amtsgericht. Zum 1. Juli 1968 aufgehoben.                                         |
| Amtsgericht Wächtersbach  | Wächtersbach            | Am 15. Juni 1943 dem Amtsgericht Gelnhausen zugeordnet, seit Herbst 1945 wieder selbstständiges Amtsgericht.                                                                       |
| Amtsgericht Weyhers       | Weyhers                 | Am 1. Juni 1933 in Amtsgericht Gersfeld umbenannt. Am 15. Juni 1944 dem Amtsgericht Fulda zugeordnet.                                                                              |
| Amtsgericht Windecken     | Windecken               | Am 15. Juni 1946 dem Amtsgericht Hanau zugeordnet. |

## Gebäude

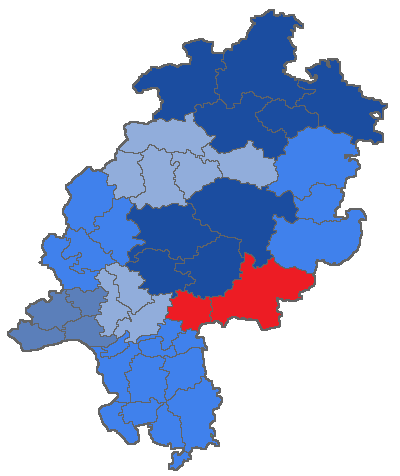
Lage des Landgerichtsbezirks Hanau in Hessen

Das Justizgebäude in der Nußallee beheimatet das Landgericht und das Amtsgericht und wurde zum 13. Oktober 1911 bezogen.

## Wissenswert
Von 1822 bis 1850 bestand unter der gleichen Bezeichnung das kurhessische Landgericht Hanau, ein erstinstanzliches Gericht für den Bereich der Stadt Hanau und der ehemaligen Ämter Büchertal und Windecken.